# Венский вальс
Венский вальс — вальс в три па (фр. valse à trois temps), парный бальный танец, где шаг выполняется на каждую долю такта. Музыкальный размер — 3/4 или 6/8.
Первоначально венским вальсом назывался более простой в исполнении и не требовавший большого танцевального искусства вальс в два па (во Франции также именовавшийся «русским»). В XX веке это название перешло к ставшему более популярным вальсу «в три па»:139-140.
Танец входит в европейскую программу соревнований по спортивным бальным танцам. 
Ритм венского вальса согласно современным стандартам для соревнований составляет 58−61 тактов в минуту: это достаточно стремительный танец. Однако в Блэкпуле (Англия, Великобритания) на старейшем в мире чемпионате по бальным танцам, дебютировавшим в 1929 году как Фестиваль Танца Соединенного Королевства, и стартовавшем уже в 1931 году как Международный Чемпионат[en], венский вальс не танцуют. Многие обыватели думают, что это связано с простотой венского вальса: всего две обязательные фигуры — правый поворот и левый поворот. На самом деле, дело в другом. (источн. Леонид Плетнев, «С реверансом»). Игнорирование венского вальса Блэкпулом объясняется тем, что международное танцевальное сообщество, сформировавшее универсальные требования к видам танцев конкурсной программы ( конгресс в Германии), появилось значительно позже Блэкпула, и организаторы уже весьма престижных к тому времени соревнований в Блэкпуле (Маркус Хилтон в т.ч.) в силу английского консерватизма решили не менять свои правила, решив не добавлять венский вальс к четверке конкурсных танцев программы «баллурма» (медленный вальс, танго, слоуфокс и квикстеп).

## Исполнение

### Положение в паре
Положение в паре для вальса аналогично положению других танцев европейской программы: в корпусе партнёрша отклоняется от партнёра, в нижней же части тела расстояние между партнёром и партнёршей должно быть минимальным. Задача партнёра — дать возможность двигаться партнерше. Для выполнения вальса вправо, когда очередной такт начинается с шага правой ногой, партнёрша должна быть смещена относительно партнёра вправо.

### Шаги вальса вправо
Первый шаг каждого такта определяет длину перемещения пары, он может быть различным по длине в зависимости от необходимости и опытности исполнителей. Во время второго шаг выполняется основная часть поворота. Третий шаг — вспомогательный, на нем происходит перемена ноги.
Первый такт
Партнёр начинает движение лицом вперёд, по ходу танца. Первый шаг выполняется с каблука по направлению между ступней партнёрши, с одновременным доворотом ступни вправо, при этом партнёрша делает шаг спиной назад. Второй шаг — «обход» вокруг партнёрши, при этом суммарный угол поворота этих двух шагов должен составить 180°. На третьем шаге выполняется приставление свободной ноги.
Второй такт
Партнёр начинает движение спиной назад, с шага левой ногой, тогда как партнёрша выполняет шаг с правой ноги вперёд. На следующем шаге необходимо завершить второй оборот в 180°, таким образом, сделав полный тур вокруг себя. На третьем шаге выполняется приставление свободной ноги.

## Медленный вальс

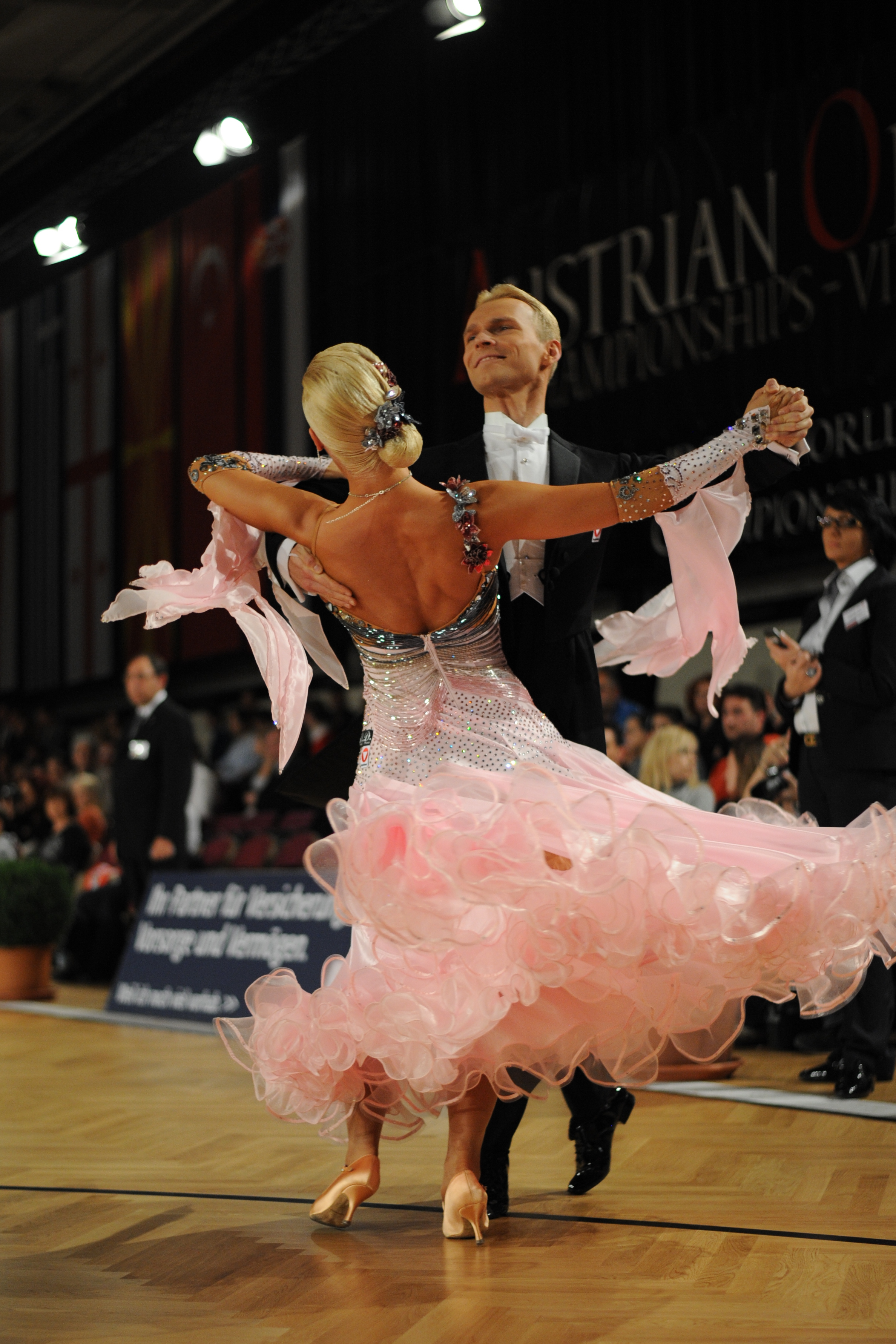
Медленный вальс

Медленный (английский) вальс также входит в европейскую программу соревнований по бальным танцам. От венского он отличается темпом исполнения, когда на одну минуту времени приходится меньшее количество музыкальных тактов, поэтому этот танец более мягкий и не такой стремительный. Стандартная ритмика медленного вальса для соревнований 28−30 тактов в минуту.

## Фигурный вальс
Тогда как в венском и медленном (английском) вальсах партнёр и партнёрша всегда поочерёдно, с разницей в один такт, выполняют одинаковую последовательность движений, в фигурный вальс могут быть введены различные дополнительные фигуры. В танцевальном спорте программа венского вальса состоит из семи различных фигур (передвижений). В отличие от венского и медленного вальсов которые как и все спортивные танцы танцуются по шестой позиции в ногах, фигурный вальс — изобретение советской хореографии, танцуется он по третьей балетной позиции в ногах и к спортивным танцам не относится.